# Макларен, Алан
Алан Джеймс Макларен (англ. Alan James McLaren, 4 января 1971, Эдинбург, Великобритания) — шотландский футболист. Выступал на позициях защитника и крайнего полузащитника. Известен по выступлениям за клубы «Харт оф Мидлотиан» и «Рейнджерс», а также национальную сборную Шотландии. Трёхкратный чемпион Шотландии. Обладатель Кубка Шотландии. Двукратный обладатель Кубка шотландской лиги.

## Клубная карьера
Во взрослом футболе дебютировал в 1987 году выступлениями за команду клуба «Харт оф Мидлотиан», в которой провёл восемь сезонов, приняв участие в 182 матчах чемпионата и забил 7 голов. Большую часть времени, проведённого в составе «Харт оф Мидлотиан», был основным игроком команды.
В 1995 году перешёл в клуб «Рейнджерс», за который отыграл 4 сезона. Играя в составе «Рейнджерса» также выходил на поле в основном составе команды. За это время трижды завоевывал титул чемпиона Шотландии. Завершил профессиональную карьеру футболиста выступлениями за команду «Рейнджерс» в 1998 году.

## Выступления за сборную
В 1992 году дебютировал в официальных матчах в составе национальной сборной Шотландии. В течение карьеры в национальной команде, которая длилась 4 года, провёл в форме главной команды страны 24 матча.
В составе сборной был участником чемпионата Европы 1992 года в Швеции.

## Титулы и достижения
- Чемпион Шотландии (3):

«Рейнджерс»: 1994/95, 1995/96, 1996/97
- Обладатель Кубка Шотландии (1):

«Рейнджерс»: 1996
- Обладатель Кубка шотландской лиги (2):

«Рейнджерс»: 1996, 1998